# NGC 3422
NGC 3422 је лентикуларна галаксија у сазвежђу Пехар која се налази на NGC листи објеката дубоког неба.
Деклинација објекта је - 12° 24' 7" а ректасцензија 10h 51m 17,4s. Привидна величина (магнитуда) објекта NGC 3422 износи 14,1 а фотографска магнитуда 15,0. NGC 3422 је још познат и под ознакама MCG -2-28-15, PGC 32534.